# Manchú
Los manchúes (en manchú: ᠮᠠᠨᠵᡠ; translit.: manju; en chino tradicional, 滿族; en chino simplificado, 满族; pinyin, Mǎnzú; Wade-Giles, Man3-tsu2) son una minoría étnica en China y el pueblo del que Manchuria deriva su nombre. A veces se les llama «manchú con borlas rojas», una referencia a la ornamentación de los sombreros manchúes tradicionales. La dinastía Jin posterior (1616–1636) y la dinastía Qing (1636–1912) fueron establecidas y gobernadas por manchúes, que descienden del pueblo yurchen, que anteriormente estableció la dinastía Jin (1115–1234) en China.
Los manchúes forman la rama más grande de los pueblos tunguses y se distribuyen por toda China, formando el cuarto grupo étnico más grande del país. Se pueden encontrar en 31 regiones provinciales chinas. También forman el grupo minoritario más grande de China sin una región autónoma. Entre ellos, Liaoning tiene la mayor población y Hebei, Heilongjiang, Jilin, Mongolia Interior y Pekín tienen más de 100 000 residentes manchúes. Alrededor de la mitad de la población vive en Liaoning y una quinta parte en Hebei. Hay una serie de condados autónomos manchúes en China, como Xinbin, Xiuyan, Qinglong, Fengning, Yitong, Qingyuan, Weichang, Kuancheng, Benxi, Kuandian, Huanren, Fengcheng, Beizhen y más de 300 ciudades y pueblos manchúes.

## Idioma
El idioma manchú pertenece a la rama de lenguas tungús. Se trata de una lengua parcialmente extinta ya que son muy pocas las personas capaces de hablarlo en la actualidad. Sin embargo, este idioma incluye el dialecto xibe que aún tiene unos 40.000 hablantes. El idioma manchú utiliza el alfabeto mongol en su escritura.

## Historia

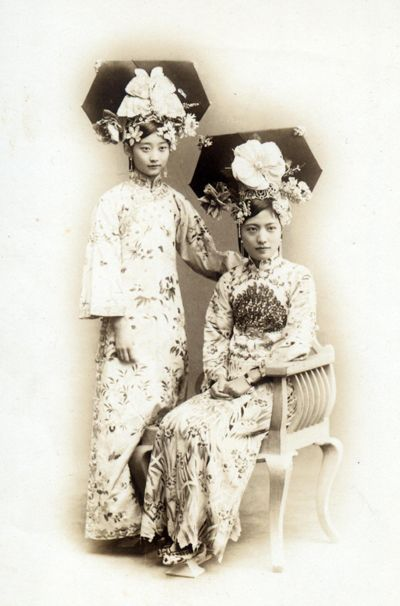
Dama Manchú en el.

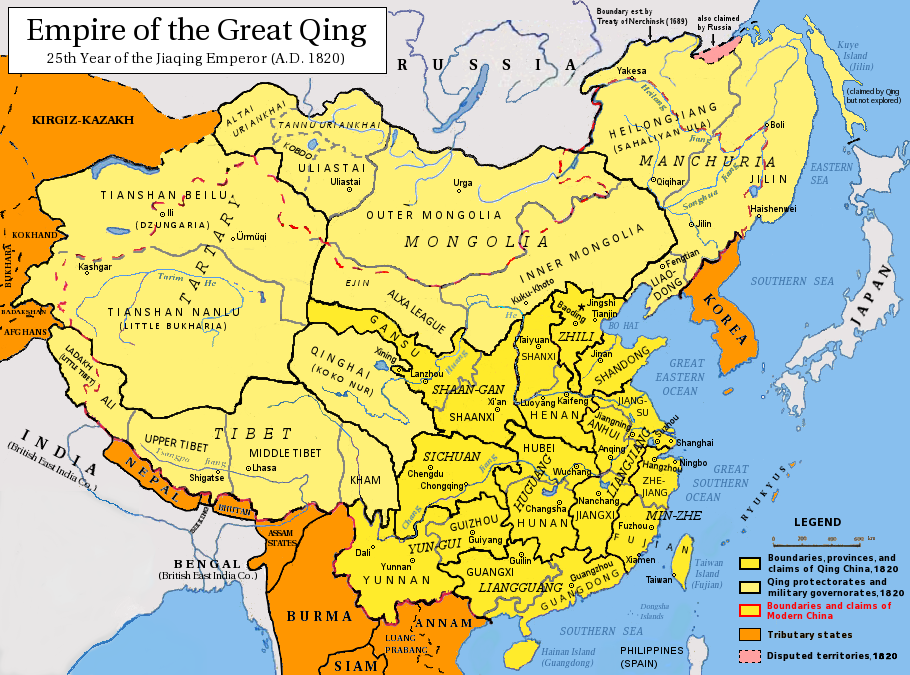
Mapa del Imperio Qing c. 1820 donde se ha resaltado con líneas blancas oblicuas la tierra natal de los manchúes (al nordeste).

Los manchúes fueron conocidos antiguamente como yurchen y fueron un pueblo nómada del noroeste de Asia que, desde épocas muy antiguas, mantuvo un fuerte contacto con los chinos, llegando incluso a establecer dos dinastías históricas chinas: la dinastía Jin (1115 - 1234) y la dinastía Qing, última dinastía imperial china. También fueron cercanos a los mongoles, sobre todo a los que se encontraban en el este de Manchuria. Muchos de ellos reclamaban una conexión con los mongoles, en parte para justificar su derecho de gobernar aduciendo ser descendientes de Gengis Khan.
La dinastía Jin fue derrotada por los mongoles, que fundaron su propia dinastía Yuan y devolvieron a los yurchen a la oscuridad histórica hasta el siglo XVII, cuando un dirigente yurchen, Nurhaci, consiguió unificar a las diferentes tribus yurchen y fundar un nuevo estado unificado para el que, en 1616, recuperó el nombre de Jin, autoproclamándose emperador. Asimismo, en 1599 Nurhaci hizo crear un alfabeto para la lengua yurchen, basado en el alfabeto vertical de los mongoles. Su hijo Hung Taiji le sucedió en el trono y en 1635 acuñó el término "manchú" para su pueblo y para su lengua. Un año después, en 1636, dio a la dinastía un nuevo nombre: Qīng (清, puro).
La dinastía Qing conquistaría China tras la caída de la anterior dinastía Ming. Los manchúes se convirtieron en la clase gobernante, y conservarían esa condición hasta la abdicación del último emperador Puyi en 1912. En 1931, Puyi aceptó la oferta japonesa para reinar sobre un nuevo estado manchú en la región de Manchuria, con capital en Changchun. Este estado, denominado Manchukuo (país manchú), fue un estado títere de Japón hasta su disolución en 1945, tras la derrota japonesa en la Segunda Guerra Mundial.
En Occidente, era común referirse a ellos como "tártaros" hasta la caída de la dinastía Qing en 1912. A los gobernadores militares de las provincias Qing solían llamarles "generales tártaros", mientras que Pekín llegó a ser conocida como "la ciudad tártara".

### Sentimiento antimanchú
Entre el siglo XVII y XVIII, la dinastía Qing estableció leyes que beneficiaron a los aristócratas manchúes. Esto provocó que los chinos fueran desplazados de sus tierras y que surgieran resentimientos hacia la etnia, quienes eran vistos como invasores extranjeros. En el siglo XIX creció un sentimiento nacionalista chino que culpaba a los manchúes de las desgracias en el territorio. Al ser visto como extranjeros, se dio por sentado que no tendrían deseos de resistir a agresiones externas, como de hecho ocurrió durante la primera guerra del Opio (1839-1842) que llevaron a que los manchúes aceptaran tratos injustos.
La frustración contra los manchúes creció al aumentar la miseria, lo que incitó la Rebelión Taiping (1850-1864). En esta ocasión, los rebeldes establecieron una retórica racial contra los manchúes y llegaron a practicar la limpieza étnica, relacionada con el deseo de establecer un gobierno chino que sirviera a los intereses chinos.
En diciembre de 1898, el filósofo chino Liang Qichao abogó por "derribar las barreras entre los manchúes y los han". Para Liang, los han prevalecerían en un futuro sobre los manchúes, a quienes consideraba una raza de naturaleza empobrecida, aunque fuerte. Para Liang, la solución se encontraba en la mezcla entre manchúes y han, de manera que se eliminaran las diferencias entre ambos grupos. Consideraba que los manchúes estaban destinados a desaparecer como grupo por "estúpidos y débiles".

## Cultura
La mayoría de las tradiciones de los manchúes han ido desapareciendo con el tiempo. Tras la caída de la dinastía Qing, los manchúes empezaron a adoptar las costumbres de los han con lo que gran parte de sus tradiciones han quedado olvidadas.
Los trajes típicos de esta etnia han desaparecido de la vida cotidiana y tan solo se emplean en actos folclóricos o para atraer a los turistas. El antiguo traje tradicional masculino consistía en una chaqueta ajustada y corta. Los varones manchúes se dejaban crecer el cabello que recogían en una larga trenza, peinado que en el siglo XVII la dinastía Qing manchú impuso a toda la población china como signo de adhesión a los nuevos gobernantes y que se mantuvo hasta su caída en 1912.
Las mujeres recogían sus cabellos en moños altos. Las mujeres con mayor poder adquisitivo utilizaban la seda y el satén para realizar sus trajes mientras que el algodón quedaba reservado para las clases menos favorecidas. La tradición manchú no obligaba a las mujeres a vendarse los pies.
Las viviendas solían tener tres habitaciones. En el centro de la casa se situaba la cocina mientras que en los laterales se encontraban el dormitorio y la sala. Según la tradición, cada dormitorio tenía tres camas hechas con ladrillo que recibían el nombre de kang. Su construcción permitía calentarlas en invierno. El kang situado más al sur era el que correspondía a las personas más jóvenes de la casa; el del norte era para las personas mayores; y el del oeste se reservaba para las visitas.

## Religión
Aunque hoy en día una importante cantidad de manchúes no practica ninguna religión,[cita requerida] antiguamente sus creencias eran budistas con una especial adoración o veneración hacia los espíritus de sus antepasados. Los lamas tenían una gran importancia en la vida cotidiana de este pueblo.
Cada poblado tenía su propio chamán que se encargaba de dirigir todas las ceremonias religiosas. Ejercía, además, las tareas propias de un médico y era el encargado de administrar las hierbas medicinales. Se practicaban sacrificios de animales para celebrar las victorias militares.